# Театр Гарсия Барбон
Театр Гарсия Барбон (галис. и исп. Teatro García Barbón) был построен в конце XIX века в центральной районе галисийского города Виго, Испания. Первое здание театра, находившееся на месте нынешнего, было возведено при участии местных меценатов. Его строительство сопровождалось рядом экономических проблем, 15 июля 1900 года театр был открыт под названием "Театр Росалия де Кастро", названный так в честь известной галисийской писательницы. Первой постановкой на сцене театра стала опера Джузеппе Верди "Аида".
Однако театр вскоре обанкротился, а его здание использовалось в качестве магазина пока галисийский меценат Хосе Гарсия Барбон не восстановил театр.
8 февраля 1910 года во время карнавала здание театра сгорело. Спустя три года племянница Хосе Гарсии Барбона решила продолжить дело своего дяди и восстановить театр. Автором проекта нового здания стал галисийский архитектор Антонио Паласиос. Театр был построен в стиле необарокко, а его проект был вдохновлён зданием Парижской оперы работы Шарля Гарнье и театром Арриага в Бильбао.
Новый театр был открыт 23 апреля 1927 года под названием "Театр Гарсия Барбон". Помимо театра в здании также располагались аудитория и казино, служившие местом встречи для горожан.
В 1970-е годы здание было выкуплено местным региональным банком "Caja de Ahorros Municipal de Vigo", вложившим существенные финансовые средства в реконструкцию и расширение театра. Проект был разработан местным архитектором Десидерио Пернасом и осуществлён в 1982-1984 годах. В рамках этих работ был добавлен верхний этаж с библиотекой. 22 марта 1984 года здание театра было вновь открыто под названием “Centro Cultural Caixanova”.